# Бенито Хуарез Уно (Санта Марија Чималапа)
Бенито Хуарез Уно (шп. Benito Juárez Uno) насеље је у Мексику у савезној држави Оахака у општини Санта Марија Чималапа. Насеље се налази на надморској висини од 881 м.

## Становништво
Према подацима из 2010. године у насељу је живело 183 становника.

### Хронологија
| Година       | 2005            | 2010          |
| ------------ | --------------- | ------------- |
| Становништво | 264 (125 / 139) | 183 (92 / 91) |

### Попис
| # | Индикатор                     | Вредност |
| - | ----------------------------- | -------- |
| 1 | Укупно домаћинстава           | 61       |
| 2 | Укупно насељених домаћинстава | 61       |
| 3 | Величина локације             | 1        |